# 대한민국바로세우기운동본부
대한민국바로세우기운동본부(줄임말:대국본) 은 전광훈 목사가 이끄는 사랑제일교회와 자유통일당을 중심으로 결성된 우파성향의 시민단체이다. 이 단체는 주로 광화문 일대에서 집회를 주최하며, 윤석열 대통령 지지 시위와 2024년 윤석열 대통령 탄핵 반대운동을 적극적으로 전개하고 있다. 이 단체는 '주사파 척결, 자유민주주의 수호'를 기치로 내걸고 다양한 집회를 주최하며, 전광훈 목사는 이러한 집회에서 자유 우파 시민사회단체들의 단합을 강조하고 있다.
정치적 시위 외에도 인천국제공항 골프장 부지를 무단 점유한 스카이72 골프장을 위한 시위를 열기도 했다.